# Mauerkirchen
Mauerkirchen es un municipio situado en el distrito de Braunau, en el estado de Alta Austria, Austria. Tiene una población estimada, a inicios de 2024, de 2727 habitantes.